# Iàgodnoie (Nijni Nóvgorod)
|  | Per a altres significats, vegeu «Iàgodnoie». |

Iàgodnoie (en rus: Ягодное) és un poble de l'óblast de Nijni Nóvgorod, a Rússia, segons el cens del 2010 tenia 232 habitants, pertany al municipi de Bortsurmani.